# Nuklearno naoružanje Ukrajine
Raspadom Sovjetskog Saveza 1991. godine, nezavisna Ukrajina je posedovala treći po snazi nuklearni arsenal na svetu. Ukrajinski nuklearni arsenal tada je bio veći od arsenala Ujedinjenog Kraljevstva, Francuske i Kine zajedno. U martu 1994. godine Ukrajina je zbog sopstvene i međunarodne bezbednosti donela odluku da sama do 1996. godine postane nenuklearna sila, što je ujedno bio podsticaj svim ostalim bivšim sovjetskim republikama (izuzev Rusije) da se odreknu nuklearnog naoružanja.
Poslednjih 1900 ukrajinskih nuklearnih bojevih glava poslato je 1996. godine u Rusiju na reciklažu, a Ukrajina je zauvrat međunarodnim sporazumom dobila garancije Rusije, SAD-a i ostalih nuklearnih sila o poštovanju njenog suvereniteta i teritorijalnog integriteta. Navedenim postupcima i potpisivanjem Sporazuma o neširenju nuklearnog naoružanja iz 1994. godine, Ukrajina je postala država koja se prva dobrovoljno odrekla vlastitog nuklearnog naoružanja i danas aktivno podstiče napuštanje proizvodnje nuklearnog naoružanja među svim nuklearnim silama.

## Samit o nuklearnoj bezbednosti 1990.
U Vašingtonu je 2010. godine održan međunarodni samit 50 zemalja sveta o nuklearnoj bezbednosti i razoružanju. Prvi konkretan uspeh postignut je s političkim vođstvom Ukrajine na čelu s predsednikom Viktorom Janukovičem, koje je najavilo da će se u duhu razvoja uspešnih međunarodnih odnosa, jačanja međunarodne stabilnosti i bezbednosti, najkasnije do 2012. godine rešiti svojih zaliha obogaćenog uranijuma.
Američka delegacija predvođena predsjednikom Barakom Obamom, pozdravila je ukrajinsku odluku o reciklaži preostalih zaliha obogaćenog uranijuma, a glasnogovornik Bele kuće Robert Gibs je podsetio kako su SAD godinama pokušavale nagovoriti Ukrajinu da odustane od svojeg novog nuklearnog programa. Iako nije precizirano o kojim se količinama obogaćenog uranijuma radi, nuklearni stručnjaci tvrde kako se radi o materijalu dovoljnom za izradu više nuklearnih bojevih glava.